# Elymus parviglume
Elymus parviglume är en gräsart som först beskrevs av Yi Li Keng, och fick sitt nu gällande namn av Áskell Löve. Elymus parviglume ingår i släktet elmar, och familjen gräs. Inga underarter finns listade i Catalogue of Life.